# Yukarınasırlı, Gölbaşı
Yukarınasırlı là một xã thuộc huyện Gölbaşı, tỉnh Adıyaman, Thổ Nhĩ Kỳ. Dân số thời điểm năm 2011 là 983 người.